# باتريك والمارك
باتريك والمارك (مواليد 14 أكتوبر 2001) هو لاعب كرة قدم سويدي يلعب في مركز الوسط المهاجم أو الجناح في نادي فاينورد.

## وصلات خارجية
- باتريك والمارك على موقع اتحاد السويد (السويدية)
- باتريك والمارك على موقع قاعدة بيانات كرة القدم.إي يو (الإنجليزية)
- باتريك والمارك على موقع Soccerway.com (الإنجليزية)
- باتريك والمارك على موقع عالم كرة القدم.نت (الإنجليزية)